# 가모리촌
가모리촌(神守村)은 아이치현 아마군에 설치되었던 촌이다. 현재의 쓰시마시 동부에 해당한다.